# أوتو بريس
أوتو بريس Otto Brües (1897 – 1967) هو أديب ألماني.
اشترك في الحرب العالمية الأولى كجندي. وبعد الحرب درس اللغة الألمانية وتاريخ الفن في جامعتي كولونيا وبون.
لكنه انقطع عن الدراسة ليعمل محررا في الركن الأدبي في صحيفة كولنيشن تسايتونج. ورأس هذا الركن منذ عام 1934. وبجانب ذلك كان يكتب مقالات لصحيفة دوسلدورفر تسايتونج، كما لمجلة راينيشه بلاتر التي كانت تتبع للحزب النازي. وكان من ضمن الكتاب الثمانية والثمانين الذين وقعوا عهد الولاء لأدولف هتلر في أكتوبر 1933.
وانضم في عام 1937 إلى الحزب النازي، وحين قامت الحرب اخترط في صفوف الجيش وكان ضابطا. وحين انتهت الحرب وضعت سلطات الاحتلال السوفييتي وكذلك السلطات في جمهورية ألمانيا الشرقية كتاباته على قائمة الأدب الممنوع.
يشتمل إنتاجه الأدبي على روايات وقصص ومقالات ومسرحيات وقصائد. وتستوحي معظم أعماله موضوعاتها من منطقة الراين كما تتناول موضوعات دينية وتاريخية.
حصل على الجائزة الأدبية الراينية عام 1942، والمواطنة الفخرية من مدينة كريفيلد 1967.

## وصلات خارجية
- أوتو بريس على موقع مونزينجر (الألمانية)